# ネコの王
『ネコの王 - King of "NEKO" -』（ネコのおう キング オブ ネコ）は小野敏洋の青年漫画作品。小学館のメディアミックス系漫画雑誌『月刊サンデーGX』にて、2000年8月号（『サンデーGX』創刊号）から2003年8月号まで連載された。単行本は、同社の発行する「サンデーGXコミックス」より全5巻発刊された。

## 作品内容
- 現代に似ている世界観を持ちながらも、「衰退しつつある魔法と発展している科学」が融合している「魔法文明」の世界を舞台とするマジカル・ファンタスティック・コメディ。作内では基本的に魔法を交えた日常的なストーリーを描いているが、魔法バトル的な展開になる場合も多々ある。
- 小学生の少年が主人公であるにもかかわらず『サンデーGX』創刊初期において「メディアミックス系雑誌」としての「美少女系」部門を担った漫画の一つでもある。
- 番外編的な同一世界の作品（スピンオフ）として2005年、メディアワークスの漫画雑誌『電撃帝王』にて発表された『ROOTねこねこ』がある。
- 作者の別作品『バーコードファイター』と『電撃!ピカチュウ』同様、作者自ら本作の同人作品および成人向け漫画を出している。

## あらすじ
魔法の存在している現代。この世界ではネコが人語を解し「共に知性ある」人間の隣人として存在する。そしてネコたちの間で語り継がれる伝説の存在があった。それは「魔法始祖」と呼ばれる、全ての生物の頂点に立つ「王」の存在。魔法が使えないネコたちの中で唯一の「魔法が使えるネコ」の存在。ネコたちはそれを「ネコの王」と呼んだ。
流れ者の旅ネコセロはネコの伝説に伝えられた「王の宝」を探しにある町へとやってきた。それは、ある家の裏庭にこっそりと埋められていた。そしてセロは、その家の長男である生意気な悪ガキ小学生伍岳修と出会う。
宝を掘り当てたセロだったが、運悪くその現場を修に見られてしまい、挙句の果てにケンカになってしまう。結局、修の姉である苑子が介入してケンカを収め、セロは苑子と修、たまたま居合わせた修の幼馴染古麻子に宝の存在を明かす。
そこへセロを追って来た魔法機械（法機）が乱入してきた。法機を操っていたのは「王の宝」を手にせんと目論むセロの昔馴染みのカナガキだった。セロと法機のドタバタの果て、修は「王の宝」の一つである「猫冠」（ネコカン）を頭にかぶってしまう。すると、猫冠と共に収められていた宝の一つから、ネコ形の仮面をかぶった女性が飛び出してきた。
セロは女性を見て「猫女神さま」と叫ぶ。彼女は修を見ると、起きぬけの寝ぼけ状態による勘違いから彼のかぶっている猫冠に「戴冠の口付け」をしてしまう。すなわちそれは修が猫女神に選ばれて新しい代の「ネコの王」となった事を意味していた。セロはその事実（人間がネコの王となってしまった事）に慌てふためき驚愕する。
しかし、セロは気を取り直して修に「ネコの王」として義務と責任を果たすよう語る。それは地球上の生きとし生けるもののためにその願いを聞き取り、全ての生き物の幸せのため永遠に働き続ける事を意味していた。
一旦「ネコの王」となった者は、その魂が魔法で猫冠と頑強にリンクしてしまい、それを外すことが不可能になる。たとえ死んでも魂にかけられている魔法は解けず、100年近く「ネコの王」であり続ける事を強制される。悪ガキだった修はその事実にショックを受けながらも、セロや苑子、古麻子、猫女神さまの助言・支えを受けながら「ネコの王」として生きとし生けるものに情け深く在れる心優しい少年に成長していくのである。

## 登場人物

### 主人公
主人公達の名前は宮沢賢治の童話『セロ弾きのゴーシュ』に由来する。
伍岳 修（ごたけ しゅう）
ひねくれ者の悪ガキ。猫女神さまの勘違いから、問答無用で「ネコの王」にされてしまった小学五年生。かつて実母に児童虐待を受けた経験があり、それがきっかけで両親は離婚（親権は実父に渡った）。幼心に家庭崩壊を経験して深いトラウマを負った事から、「家族」に対して深い思慕を持つ。そこから来る寂しさを隠すために自ら強がっている事が彼のひねくれぶりの原因。そのため、裏を返せば非常に情け深く優しい性格の少年であり、それを看破している一部の者は修を「良い子」だと表現する。実は菓子好きで結構甘党。
セロと出会い「ネコの王」となってからは、隠れていた本来の優しさが徐々に表に出るようになる。「ネコの王」として働く事で、生きとし生けるものに感謝されるようになったため、徐々に自らが「ネコの王」である事に喜びと誇りを感じるようになっていく。
セロ
流れ者の旅ネコ。しっかり者で地に足の着いた考え方をする。魔法士（魔法使い）の家の軒下で産まれたため「門前の小僧」状態で魔法に造詣が深い。この世界では基本的に「ネコは魔法を使えない」とされる（魔法の力が秘められた道具などを使うのは別）ため、「宝の持ち腐れ」状態となっていた。旅の果てに厄介になった老猫の元で「王の宝」の存在を知らされ「ネコの王」となる（＝魔法使いになれる）チャンスを得たと感じたが、同時に「王の果たすべき責任」にも思い当たり「自分には荷が重く、ネコという種そのものにも不要な存在」と結論付け「王の宝」を永遠に封印して二度と「ネコの王」が出ないようにするつもりだった。しかし紆余曲折の果てに修が「ネコの王」となってしまってからは「王の戴冠に立ち会った者」として自らの義務を果たすため、持てる知識の全てを使って修を導きサポートする。

### 周囲の人々
伍岳 苑子（ごたけ そのこ）
修の姉。高校生。修にとっては母親代わりで、弟とは違ってしっかり者。肝の据わった心優しい女性で、伍岳家の家事全般を取り仕切る。誘導尋問的な会話術に長けている。修の担任教師（＝自分の小学校時代の担任）と交際中。
高麗 古麻子（こま こまこ）
修の幼馴染で同級生。修の事がとても大好き。いつも真っ直ぐで一途な好意を修に向けまくっているため、いつも照れの入ってしまう修に悪態を吐かれても修の事を愛しているのは、ひとえに彼の不幸な過去を知り、その悲しみから救いたいと一途に願っているため。誰よりも修を知り、誰よりも修と共に在りたいと願い、誰よりも修を愛している、修の最大の理解者。修が「ネコの王」である事を誰よりも（ことによると修本人以上に）誇りに思っている少女。だが、強烈な妄想壁があり、一旦それが暴走を始めると歯止めが効かなくなることが玉に瑕である。
猫女神（ねこめがみ）
ネコ型の仮面をかぶったグラマーな女神。普段着の露出も高い。裸を見られる事には結構無頓着だが、素顔を見られる事については、「素顔を最初に見た人と結婚する」とまで言い切るほど、極端に嫌う。純真無垢で無邪気な（子どもっぽい）性格で、食べ物につられてしまう性格。天然気質。泣き虫で修に軽い悪態をつかれたり、少し怒られたりするだけですぐに泣いてしまう。その状態になると身に秘められている魔法の力が暴走し、ポルターガイスト現象や無差別無作為転移（場所・人物を問わずテレポーテーションさせる能力）などを起こしてしまう。女神らしく思考が型破りなため、自らトラブルを呼び込んだり起こしたりする事もある。
実は高位次元生命体である「創造の星霊」の一人で、6人姉妹の3女。本名はのぞみ。この世界における「2人の造物主（神と悪魔）」から「あらゆる生命の自立」と「魂の自由」を勝ち取ろうとしている（命を持って創造された存在を自分たちと同じと見て、たとえ造物主であろうともそれを運命の名の下に自由にするような権利は持たないという考えを持つ）存在である。
先生（仮称）
修の担任。苑子の小学生時代の担任教師でもあった。魔法マニアで、魔法の使える存在である「ネコの王」に多大なる興味を寄せている。魔法に関わる歴史にも詳しく、様々な文献・魔法分析のためのパソコン用プログラムなどを持つ。自らが卒業した大学にも顔が利くため、そこにあるより高度な魔法分析設備も使うことが出来る。セロたちでも手に余る事態となれば、それら機器や知識を駆使して彼らをサポートしてくれる、気のいい先生。
前述の通り苑子と交際中。苑子は彼が先生になって初めて担当したクラスの委員長だった。苑子が卒業した後に伍岳家の家庭崩壊が始まり、修が荒れるようになってしまったため、苑子が彼に相談の寄る辺を求めるようになったのが交際のきっかけ。
柏木 睦月（かしわぎ むつき）
修と古麻子のクラスの委員長。非常に気の強い性格で、クラスのまとめ屋を勤める常識人。ひねくれ者の修とは常に衝突しあう仲で、修にとっては天敵のような存在。いつか彼女を見返す事が修の目標の一つになっている。
柏木 なこ（かしわぎ なこ）
睦月の妹。お姉ちゃんっ子。とっても猫女神さまに懐いている。
八重（やえ）
柏木家の飼い猫。器量良く気立ても良い女性。セロと親しくしている。
奈良橋 隆（ならはし たかし）
修と古麻子の同級生。修の悪友。昔はとかく2人でつるんで連続スカートめくりなど、ろくでもないことをしでかしていた。現在でも強烈な悪ガキだが、どこか抜けていて情けない。睦月の事が好きだが、歯牙にもかけられていない。
修の実母/ももはの母（仮称）
息子の修に対し虐待を行い、伍岳家の家庭崩壊を引き起こした張本人。離婚後は新しく家庭を築いていたが、難病を患っていた。

### カナガキ一家
カナガキ
セロの昔馴染みでかつての悪友だったネコ。「ネコの王」の力を手に入れて世界征服を企もうとするも、セロと修に阻まれ失敗。態度と野望は大きいが、やることはしょぼい小悪党。修が「ネコの王」となった後も「ネコの王」の力を諦めず、あらゆる手を使って修の魂から猫冠を引き剥がそうと（時には修を殺そうと）試みるが、いつも失敗する。また、自分の野望を邪魔したセロを激しく憎み、ちょっかいをかけようとする。
グリ
カナガキの部下。眼鏡をかけ「ぐり」を語尾の口癖としている頭の良いネコ。段ボール箱で自作パソコンを作ってしまうほどの頭の冴えを持つ。カナガキの使う法機はほとんど全部がグリ製。魔法知識もそれなりにあるが、なまじ頭が良いがゆえの我流に走ることが多く、門前の小僧並とはいえ正確な知識を持つセロにはかなわない。
ダイロク
カナガキの部下。パワーワーク担当。常に「第6」と書かれたダンボール箱をかぶっているため、素顔はわからない。ブルマーフェチ。ブルマーを誰よりも愛し「禁断のブルマー魔法」を現代に再現しようとした。

### 智の管理者陣営
サハ
代々「ネコの王」に仕えてきた一族の末裔。エルフ族の女性。精霊使い。花屋兼占い師。猫女神さまと互角のグラマーな体型を持つ。実は「ネコの王」の力を「あるべき場所（ネコ族）」に戻すため、日本にやって来た。修が試練をことごとくかわすため、徐々に彼を見守ろうというスタンスを取るようになる。
コレット
エルフ族の少女で、サハの妹。姉同様に精霊使い。鉄道マニア。一族の習いに従い「ネコの王」である修に仕えるためサハと共にやって来た。「遠視（予知）」の能力に長け、故に運命の絶対を知っている。そのため運命に対して従順である種の無感情的な性格であった。しかし幼い頃から「ネコの王」という存在の偉大さを教えられて育ったため、修には異様な尊敬と思慕を持っている（この事が後に古麻子と「女の戦い」を繰り広げる要因となり、自らの内に強い感情を育むきっかけとなる）。
ルバーブ
ネコのうちの一派・マウ族の族長。ネコ族の極右派団体「ブバスティス」最高評議会の議長を務めるネコ。人間を敵視し、世界をネコの世界にするべきという考え方の持ち主。何匹もの「ネコの王」を輩出した、優れた血統の末裔である。
智の管理者（ちのかんりしゃ）
物語では名前だけが出て来る存在。あらゆる生命を創りたもうた「造物主」と言われている存在。生命が戒律という「運命」の元に予定調和の中を生きるよう、創造した存在。一般には「神」と呼ばれる。
この存在によって創造された魂は一様に「トロメ型」と呼ばれる魂の形式に分類される。このトロメ型を代表する生命がネコやエルフである。

### 大いなる哲学者陣営
宇田川 芳邦（うだがわ よしくに）
この世界における1960年代を代表する大魔法士。しかし、交通事故で家族を喪った事により狂気の道に入り、家族の幻影を追い求めるようになる。挙句の果てに「大いなる哲学者」と取引をかわし、世界の滅亡と引き換えに自らの家族の復活を願う。その際、両腕に「カインの双腕」というガントレットを与えられ「ネコの王」と対を成す「死の王」となってしまう。
悪魔（あくま）
造物主「大いなる哲学者」のシモベの少女。当然の事ながら人外の存在。宇田川に「カインの双腕」を与えた張本人。「智の管理者」の生命を代表する存在であるネコが大嫌い。また、物語内にはより強い力を持つ異形の悪魔も共に出て来る。
大いなる哲学者（おおいなるてつがくしゃ）
物語では名前だけが出て来る存在。ただ戒律に縛られ予定調和の中で「生きるためだけに生きる」生命を「無価値」と考える存在。故に「滅びへの進化」を実践する生命を創り上げ、トロメ型魂の殲滅と世界の予定破滅を図る存在。一般にはシモベともに「悪魔」もしくは「魔王」と呼ばれる。
この存在によって創造された魂は一様に「ラガリ型」と呼ばれる魂の形式に分類される。このラガリ型を代表する生命が人間とされている。

### その他
定信（さだのぶ）
セロの舎弟を自認し、彼をアニキと慕う流れネコ。伍岳家に来る以前のセロと同じく、流れ者の生活をしている。後の『ROOTねこねこ』の主人公。
ワカマツ
第20話・21話・31話に出て来る流れネコ。スカートめくり王を自認し、スカートめくりにその猫生を懸ける強烈な「漢の生き様」を魅せるネコ。修とスカートめくりの腕を争った。
敖天（ごうてん）
第14話から出てきた龍の一族。四海竜王の一角、西海龍王。衰退する魔法と同様、龍を始めとする妖怪の力も弱ってきた事を憂い「ネコの王」の魔法の力を我が物にせんと先代「ネコの王」を狙う。「ネコの王」が死んでからも魂に融合している猫冠を狙い、王の遺体を持つ「王のパートナー」を襲うが、彼と出会った当時の伍岳家の当主である・惣十郎によって倒されミイラとして封印される。しかし、仔細を知ったカナガキ一家の手によって蘇り、伍岳家への復讐と「ネコの王」の力を狙い、修たちを襲う。
玉鳳（ぎょくほう）
江戸時代ごろの中国にて先代の「ネコの王」を務めた女性のネコ。当初はテロリストとして生きていたが、後にパートナーとなる高鶚と出会い、「誰かのために生きよう」という贖罪の道を歩むため「ネコの王」となった。西海龍王・敖天との戦いの果てに命を落とす。生前に「創造の星霊」の一人である、のぞみと出会い、自身の運命が「ネコの王」として始めから決められていた事を知らされる。自身の不幸な生い立ちが予定調和の上に成り立っていた事に驚愕し、また同様の魂がこれからも増え続けることに心を痛め、あらゆる魂が造物主の腕（＝運命）から開放されるという創造の星霊たちの理想に共感し「どれだけの時をかけても、種族の上下・魂の型の区別なく、あらゆる魂が運命より開放される事を必ず成す」という条件と引き換えに「次代の『ネコの王』を人間にする」という取引に応じていた事が明らかになる。そのためサハの手によって本来ならば猫冠に認められず「ネコの王」の魂玉座システムによって破壊されるはずであった修の魂に「先代の王より座を継承した者」という「認証」を与え、修の命を救って更に強い「ネコの王」として覚醒させた。
高鶚（こうがく）
仙人の元で術の修行を積んだネコ。玉鳳のパートナーとして彼女に生きる道を諭した。玉鳳の死後、敖天から逃れるため彼女の遺骨を持って日本にやって来た。それでも敖天の追跡は苛烈を極めるが、日本で伍岳惣十郎と出会い、彼と共に戦って敖天を討ち、玉鳳の仇をとった。その後、彼は惣十郎と共に世の困っている人を助けるため、妖怪退治の旅行脚をする事になる。
伍岳 惣十郎（ごたけ そうじゅうろう）
幕末から明治時代初期までを生きた侍。修のご先祖様。大陸からやってきた高鶚と出会い「王の宝」を半分わけてもらう約束で敖天退治を手伝った。しかし「宝」が玉鳳の遺骨（正確にはそれに縛られている猫冠）と知ると、彼女のために墓を作ろうと言い、そのような宝をタダの物みたいにもらうなど彼女の魂に失礼だと分け前を貰うことを辞退した。しかし高鶚は、それなら墓は伍岳家に作らせて欲しいと申し出ており、後世に「王の宝」が掘り出されるなら伍岳の人間であって欲しいと望んでいるので、高鶚的には猫冠は伍岳家に譲ったつもりになっているようである。その後、全国行脚の武者修行に出て、あらゆる凶悪妖怪と戦った。が、この一件は現代に生きる修たちからは「そんなコトをするから妖怪たちが絶滅危惧種（レッド・データ・アニマル）に指定されるんだ」というオチがつけられてしまっている。
高鶚いわく「善い心の持ち主」であり、その心は子孫に受け継がれると断言されている。それを証明するかのように、修の顔は実は惣十郎にそっくりである。
じいさん（仮称）
セロに「王の宝」のありかを託した老猫。高鶚の子孫。いつも呑んだくれていたが、大量の蔵書を保有していて、様々な知識が豊富、魔法への造詣も深かった。カナガキたちが使っている法機の新エネルギーの理論も、この老猫が作り上げたもの。
ももは
修の異父妹。母親（＝修の実母）の病気を治してもらうために、ネコの王である修の元を訪れる。
ももはの父（仮称）
ももはの父親で、修の実母の再婚相手。

## 用語
トロメ型

ラガリ型

創造の星霊隊
猫女神（のぞみ）を含めた6人姉妹の総称。名前は、長女「こだま」、次女「ひかり」、三女「のぞみ」、四女「こまち」、五女「つばさ」、六女「なすの」。
魔法源素（マナ）が薄くなった地球でネコの王が魔法を使えるように、「マナうす」で餅つきをしてマナを転送していた。

## 書誌情報
- 小野敏洋『ネコの王』小学館〈サンデーGXコミックス〉
  1. ISBN 4091570119
  2. ISBN 4091570127
  3. ISBN 4091570135
  4. ISBN 4091570143
  5. ISBN 4091570151